# Olivier Polge
Olivier Polge (Grasse, ...) è un profumiere francese, figlio di Jacques Polge, storico profumiere di Chanel..

## Biografia
Prima di intraprendere la carriera di profumiere, Olivier Polge ha studiato storia dell'arte. La sua carriera inizia con degli stage tenuti presso Charabot a Grasse ed ACM a Ginevra, a cui segue la collaborazione con International Flavors and Fragrances come apprendista profumiere nel 1998. Qui conosce due importanti"nasi" come Carlos Benaim e Sophia Grojsman, grazie ai quali si avvicina alla profumeria moderna.
Negli anni successivi Polge crea alcune fragranze di grande successo e collabora con alcuni fra i profumieri più celebri. Con Benaim crea Armani Code, Pure Poison ed Only the brave; con Domitille Bertier crea Liberte, Hot Water, Midnight in Paris e Flowerbomb.
Il 21 ottobre 2009 Olivier Polge ha vinto il Prix International du Parfum (l'ex Coty Award). per le sue realizzazioni artistiche nel campo della profumeria.
Oliver Polge è diventato il nuovo mastro profumiere di Chanel nel 2013.

## Principali profumi creati[6]
A Lab on Fire
- L'Anonyme ou OP-1475-A (2011)

Azzaro
- Visit for Women (com Domitille Bertier)

Balenciaga
- Balenciaga Paris (2010)

Breil
- Breil for Women (2006)

Burberry
- Burberry Sport for Women (2010, con Beatrice Piquet)
- The Beat (2008, con Dominique Ropion & Beatrice Piquet)
- The Beat For Men (2008, con Domitille Bertier)

Bvlgari
- Eau Parfumée au Thé Rouge (2005)
- Mon Jasmin Noir (2011, con Sophie Labbé)

Cacharel
- Liberte (2007, con Domitille Bertier)
- Noa Perle (2006, con Domitille Bertier)

Chanel
- Misia - Les exclusifs de Chanel (2015)
- Chance Eau vive (2015)

Christian Dior
- Pure Poison (2004, con Dominique Ropion & Carlos Benaïm)
- Christian Dior Homme (2005)

Davidoff
- Hot Water (2009, con Domitille Bertier)

Diesel
- Only the brave (2009, con Alienor Massenet & Pierre Wargnye)

Dolce & Gabbana
- The One for Men (2008)

Emanuel Ungaro
- Apparition for men (2005)
- Apparition Homme Intense (2007)

Gianfranco Ferré
In The Mood For Love Man (2011)
Giorgio Armani
- Armani Code for women (2006, con Dominique Ropion & Carlos Benaïm)

Guerlain
- Cuir Beluga (2005)

Jil Sander
- Eve (2011)
- Jil (2009, con Bruno Jovanovic)
- Sensual Jil (2010)

Jimmy Choo
- by Jimmy Choo (2010)

Kate Moss
- Vintage (2009)

Kenzo
- Homme Eau de Toilette Boisée (2010)

Power (2008)
Lancôme
- Miracle Forever (2006, con Dominique Ropion)

La Perla
- Blue

Liz Claiborne
- Bora Bora

Longwood Gardens
- Always in Bloom (2010)

Moschino
- Friends Men (2005)

Roberto Verino
- Gold (2009)

Salvatore Ferragamo
- F by Ferragamo Pour Homme (2007)
- F by Ferragamo Pour Homme Black (2009)
- F by Ferragamo Pour Homme Free Time (2011)
- F for Fascinating (2007)
- F for Fascinating Night (2009)

Van Cleef & Arpels
- Midnight in Paris Pour Homme (2010, con Domitille Bertier)

Viktor & Rolf
- Eau Mega (2009, con Carlos Benaïm)
- Flowerbomb (2005, con Carlos Benaïm and Domitille Bertier)
- Spicebomb (2012)